# Krankšvester
Krankšvester — хорватская рэп-группа из Осиека, известная также по фанатским прозвищам Švester, Šveca или Šveki. В состав группы входят 3ki (Давор Милетич, ранее известный как 3ki Stil) и  Sett (Хрвое Марьянович). Известны благодаря вульгарным, провокационным, сатирическим и саркастическим текстам (преимущественно на тему секса).

## История
Группа выпустила свой первый альбом Krankšvester I в 2010 году. Он не только затрагивал табуированные темы, но и содержал большое количество нецензурной лексики, хотя сами музыканты считали, что и до, и после выхода их альбома были исполнители на балканской сцене, выпускавшие точно такие же композиции. В интервью 2023 года Krankšvester утверждали, что не являются частью музыкального мейнстрима и не имеют доступа к мейнстримным музыкальным платформам.
Их наиболее известной песней является композиция Gaber (2017 год), клип на которую собрал несколько миллионов просмотров на Youtube к 2018 году и более миллиона прослушиваний на Spotify к 2023 году. По признанию журналиста Милоша Дашича, эта песня обрела невероятную популярность на свадебных торжествах в Сербии и Хорватии. Группа также известна по сотрудничеству с Sajsi MC.
В 2022 году группа стала лауреатом 29-й музыкальной премии Porin в номинации «Лучший хип-хоп альбом года». В конце 2023 года группа анонсировала выход очередного альбома, который пресса назвала Krankšvester VI; альбом вышел в 2024 году под названием Dobri Dečki.

## Дискография

### Студийные альбомы
- Krankšvester I (2010)[1][9]
- Krankšvester II (2012)[1]
- Krankšvester III (2014)[1]
- Krankšvester BONUS (Švester je istina) (2016)[1]
- Krankšvester IV (2017)[1]
- Krankšvester V (2021)[10]
- Dobri Dečki (2024)[1]

### Сборники
- Krankšvester BOX (2016)[1]

### Сольные альбомы

#### 3ki Stil
- Cirkus (2006)[11]
- U potrazi za nekim čankirom (2008)[12]
- Tvrda Stolica (feat. Phezz Beatz) (2010)[13]

#### Sett
- Demo za demos (2000)
- ...Izmi (2001/2002)
- Dnevnik dvorske lude (2006)[14]
- Vodič kroz život za bezbrižne (2009)[15]
- Antiklimaks I (2012)[16]
- Antiklimaks II (2012)[17]